# Charles-Hyacinthe Hugo
Pour les personnes ayant le même patronyme, voir Hugo.
Charles-Hyacinthe Hugo (Saint-Mihiel, 20 septembre 1667 - Étival-Clairefontaine, 2 août 1739), en religion Charles-Louis, fut à la fois abbé prémontré d'Étival dans les Vosges et un éminent historien de son ordre.

## Biographie[1],[2]
Il fit profession chez les Prémontrés de Sainte-Marie-Majeure de Pont-à-Mousson en 1685 et devint docteur en théologie. Remarqué par le duc de Lorraine Léopold Ier, il fut nommé historiographe du duché et conseiller d'état.
Devenu abbé d'Étival en 1722, il fit installer une imprimerie dans l'abbaye pour faciliter la publication de ses écrits. Hugo écrit beaucoup, dans une perspective de glorification de la Lorraine. On lui attribue par exemple un ouvrage parut en 1697 à La Haye et intitulé Défense de la Lorraine contre les prétentions de la France. Ses prises de positions tranchées dans la plupart de ses écrits, ajoutées à son caractère peu conciliant, lui vaudront des ennuis avec la hiérarchie politique et ecclésiastique. De nombreux pamphlets anonymes lui sont attribués et sont condamnés en France et en Lorraine.
Il compose également des vies des ducs René Ier, Jean II, René II, Nicolas et Charles IV qui resteront manuscrites. Il est également l'auteur d'une Vie de Charles V, qui sera imprimée.
En qualité d'historiographe du duché de Lorraine, il devait composer l'Histoire de la Lorraine, mais ses démêlés politiques et religieux lui ont fait retirer ce projet au profit de son ami Dom Calmet, abbé de Senones. Malgré leur rivalité, les deux hommes n'ont « cessé d'être amis et intimement unis […] par les liens d'une sincère amitié, qui a duré jusqu'à la mort »? si l'on en croit Dom Calmet.
Son principal ouvrage intitulé Sacri et canonici ordinis praemonstratensis annales, publié en 1734-1736, peut être considéré comme la première étude critique sur l'histoire de l'ordre de Prémontré.
Victor Hugo revendiquera à plusieurs reprises une ascendance nobiliaire en la famille Hugo de Rouvrois-sur-Meuse, qui sont devenus barons de Spitzemberg, c’est-à-dire la famille de Charles Louis Hugo, notamment dans un ouvrage aussi considérable que "Les misérables", il se dit arrière-grand-oncle de Victor Hugo.
En réalité, il n'en est rien : le grand-père de Victor était Joseph Hugo, menuisier, né à Baudricourt (Vosges).

## Œuvres
- Défense de la Lorraine contre les prétentions de la France, où l’on fait voir tout ce qui s’est paßé, de siècle en siècle, de plus remarquable sur ce sujet, traduite du Latin par Jean-Pierre Louis P. P., La Haie, 1697.

- L’histoire de Moïse, tirée de la Ste. Écriture, des Saints Pères, des interprètes, et des plus anciens écrivains, Liège, 1699.

- Critique de l’histoire des chanoines, ou apologie de l’état des chanoines propriétaires depuis les premiers siècles de l’Église jusqu’au douzième, Luxembourg, 1700.

- La vie de S. Norbert archevêque de Magdebourg, et fondateur de l’ordre des chanoines prémontrés, Luxembourg, 1704.

- Sacri et canonici ordinis Praemonstratensis Annales, in duas partes divisi. Pars prima, Nancy, 1734-1736 (la 2ème partie de l'ouvrage n'est jamais parue).

### Attribuée au P. Hugo
- Traité historique et critique sur l'origine et la généalogie de la Maison de Lorraine, par Baleicourt, Berlin, 1711.

L'auteur de ce traité était soigneusement masqué par une impression fantaisiste à Berlin, une préface dédiée au roi de Prusse et une signature Baleicourt, un illustre inconnu. Certains détails de rédaction trahiront l’auteur, et le père Picard, capucin de Toul, n'hésitera pas à l'attribuer à Hugo dans un pamphlet qui parut l'année suivante.
De nombreux ouvrages et manuscrits peuvent être consultés à la bibliothèque Stanislas à Nancy (section patrimoniale)

### Sources
- Dom Augustin Calmet, Bibliothèque Lorraine
- Auguste Digot, Éloge historique de Charles-Louis Hugo, Nancy, Grimblot, 1843.
- Ursmer Berlière, Notes sur les manuscrits de l'abbé Hugo d'Etival conservés à Nancy, Bruxelles, Havez, 1898.
- Monique Taillard, « Le Père Charles-Louis Hugo », Analecta Praemonstratensia, vol. 51,‎ 1975, p. 239-269 ; 1976 t. 52 p. 5-37.
- T. de Morembert, « Hugo (Charles-Hyacinthe) » dans Dictionnaire de biographie française, vol. 17, Paris, 1989 [détail des éditions] , col. 1443
- Bernard Ardura, Prémontrés : histoire et spiritualité, Saint-Étienne, CERCOR, coll. « Travaux et recherches », 1995.
- Monique Taillard, « Charles-Louis Hugo (1667-1739), abbé d'Etival, historiographe de la Lorraine », dans M. D. Dauzet et M. Plouvier (dir.), Les Prémontrés et la Lorraine (colloque, Pont-à-Mousson), Paris, 1998, p. 293-304.
- Catherine Guyon, « Charles-Hyacinthe (ou Charles-Louis en religion) Hugo », dans Isabelle Guyot-Bachy et Jean-Christophe Blanchard (dir.), Dictionnaire de la Lorraine savante, Metz : Éditions des Paraiges, 2022, p. 177-184